# Alberto IV de Austria
Alberto IV de Austria (19 de septiembre de 1377-14 de septiembre de 1404). Duque de Austria, hijo de Alberto III y Beatriz de Núremberg.
Partió el gobierno con su primo Guillermo, y aún se lo abandonó por completo cuando fue en peregrinación a Israel. Al regresar, contrajo matrimonio con Juana Sofía, hija del duque Alberto I de Baviera, prestó auxilio al rey de Hungría contra los Moravos y murió, según unos, en el sitio de Znaim, y según otros, en el convento de cartujos en el cual se retiró y donde era conocido con el nombre de Hermano Alberto. También se le da el calificativo de Piadoso.

## Familia e hijos
Se casó en Viena el 24 de abril de 1390 con Juana Sofía de Baviera, hija de Alberto I, duque de Baviera-Straubing y de Margarita de Brieg. Sus hijos fueron:
1. Margarete (26 de junio de 1395, Vienna–24 de diciembre de 1447), casada en Landshut el 25 de noviembre de 1412 con el duque Enrique XVI de Baviera.[1]
2. Alberto II (16 de agosto de 1397–27 de octubre de 1439, Neszmély, Hungría).[1]

| Predecesor: Alberto III | Duque de Austria 1395-1404 | Sucesor: Alberto V |

- Datos: Q435978
- Multimedia: Albert IV, Duke of Austria / Q435978